# Kuala Selangor
Kuala Selangor – miasto w Malezji, w stanie Selangor. W 2000 roku liczyło 33 348 mieszkańców.